# Canton de Saint-Denis-Nord-Est
Le canton de Saint-Denis-Nord-Est est une ancienne division administrative française située dans le département de la Seine-Saint-Denis et la région Île-de-France.
Il a été scindé lors du redécoupage cantonal de 2014 en France pour former, avec d'autres, les cantons de Saint-Denis-1 et de Saint-Denis-2.

## Histoire

### Canton du département de la Seine
Conseillers généraux des anciens cantons de Saint-Denis :
1re circonscription (Saint-Denis-Nord, Pierrefitte, Villetaneuse)
| Période                                  | Période | Identité    | Étiquette              | Qualité                                                                                            |
| ---------------------------------------- | ------- | ----------- | ---------------------- | -------------------------------------------------------------------------------------------------- |
| Les données manquantes sont à compléter. |         |             |                        | |
| 1925                                     | 1944    | Jules Lauze | SFIC puis PUP puis PPF | Typographe, employé puis marchand de ferrailles Maire de Villetaneuse (1919 → 1935 et 1942 → 1944) |

2e circonscription (Saint-Denis-Sud)
| Période                                  | Période | Identité         | Étiquette     | Qualité                                              |
| ---------------------------------------- | ------- | ---------------- | ------------- | ---------------------------------------------------- |
| Les données manquantes sont à compléter. |         |                  |               |                                                      |
| 1925                                     | 1935    | Louis Laporte    | SFIC puis PUP | Publiciste Maire de Saint-Denis (mai → octobre 1925) |
| 1935                                     | 1940    | Marcel Marschall | PUP puis PPF  | Premier adjoint au maire de Saint-Denis              |

### Canton de la Seine-Saint-Denis
Le canton de Saint-Denis-Sud a été créé par le décret du 20 juillet 1967, lors de la constitution du département de la Seine-Saint-Denis.
Un nouveau découpage territorial de la Seine-Saint-Denis entré en vigueur à l'occasion des premières élections départementales suivant le décret du 21 février 2014. Les conseillers départementaux sont, à compter de ces élections, élus au scrutin majoritaire binominal mixte. Les électeurs de chaque canton élisent au Conseil départemental, nouvelle appellation du Conseil général, deux membres de sexe différent, qui se présentent en binôme de candidats. Les conseillers départementaux sont élus pour 6 ans au scrutin binominal majoritaire à deux tours, l'accès au second tour nécessitant 12,5 % des inscrits au 1er tour. En outre, la totalité des conseillers départementaux est renouvelée. Ce nouveau mode de scrutin nécessite un redécoupage des cantons dont le nombre est divisé par deux avec arrondi à l'unité impaire supérieure si ce nombre n'est pas entier impair, assorti de conditions de seuils minimaux. En Seine-Saint-Denis, le nombre de cantons passe ainsi de 40 à 21.
Dans ce cadre, le canton est scindé pour former une partie des cantons de Saint-Denis-1 et de Saint-Denis-2 à compter des élections départementales françaises de 2015.

## Administration
| Période | Période | Identité                    | Étiquette | Qualité                                                                                 |
| ------- | ------- | --------------------------- | --------- | --------------------------------------------------------------------------------------- |
| 1967    | 1982    | Robert Dumay                | PCF       | Ouvrier ajusteur, adjoint au maire de Saint-Denis                                       |
| 1982    | 1988    | Oscar Œsterwind (1941-2001) | PCF       | Adjoint au maire de Saint-Denis                                                         |
| 1988    | 1994    | Maurice Soucheyre           | PCF       | Enseignant Premier adjoint au maire de Saint-Denis Conseiller régional Député suppléant |
| 1994    | 2008    | Didier Paillard             | PCF       | Ouvrier chimiste Maire-adjoint puis maire (2004 →2016 ) de Saint-Denis                  |
| 2008    | 2015    | Bally Bagayoko              | PCF       | Cadre à la RATP Vice-président du Conseil général Adjoint au maire de Saint-Denis       |

L'élection cantonale de 1994 a été marquée par un sévère affrontement entre communistes "rénovateurs" et "orthodoxes". L'orthodoxe Maurice Soucheyre, élu depuis 1959 et vice-président du conseil général, premier adjoint du maire Patrick Braouezec, déclare ne pas vouloir se représenter. Le maire propose son adjoint Didier Paillard pour prendre la succession, mais les instances nationales désignent le secrétaire de section Pierre Quay-Thévenon, moins suspect de pactiser avec les rénovateurs, mais qui, à la suite de débats houleux, renonce. Soucheyre est alors incité à se représenter. L'élection oppose donc deux candidats PCF au premier tour ! «La section de Saint-Denis, la fédération et l'appareil du parti étaient contre nous. Il y a eu des coups bas, des cassages de gueule entre colleurs d'affiches, mais aussi une vraie bataille politique sur le fond: nous voulions démontrer qu'une ville ne saurait être gérée par l'appareil.» rappelle Didier Paillard, qui arrive en tête avec 29 % des voix devant Soucheyre, 22 %, qui ne se maintient pas au second tour.

## Composition
La commune de Saint-Denis était découpée entre 3 cantons. Les deux autres étaient le canton de Saint-Denis-Nord-Ouest et le canton de Saint-Denis-Sud.
Le canton de Saint-Denis-Nord-Est comprenait « la partie de la ville de Saint-Denis délimitée au Sud par le canal de Saint-Denis (jusqu'à l'avenue du Président-Wilson) ; à l'Est par l'axe de l'avenue du Président-Wilson (depuis le canal de Saint-Denis jusqu'à la rue Gabriel-Péri), l'axe de la rue Gabriel-Péri et l'axe de l'avenue Roger-Sémat ».
| Communes                     | Population (2012) | Code postal | Code Insee |
| ---------------------------- | ----------------- | ----------- | ---------- |
| Saint-Denis, commune entière | 107 762           | 93 200      | 93 066     |

## Démographie
| 1962 | 1968 | 1975 | 1982 | 1990   | 1999   | 2006   | 2011   | - | - |
| ---- | ---- | ---- | ---- | ------ | ------ | ------ | ------ | - | - |
| -    | -    | -    | -    | 50 931 | 47 886 | 51 708 | 50 994 | - | - |